# لورانو
لورانو (به ایتالیایی: Leverano) یک کومونه در ایتالیا است که در استان لچه واقع شده‌است.

## خصوصیات
لورانو ۴۸ کیلومترمربع مساحت و ۱۴٬۱۷۷ نفر جمعیت دارد و ۳۷ متر بالاتر از سطح دریا واقع شده‌است.